# Erina erinus
Erina erinus är en fjärilsart som beskrevs av Fabricius 1775. Erina erinus ingår i släktet Erina och familjen juvelvingar. Inga underarter finns listade i Catalogue of Life.